# Subregión de Occidente (Norte de Santander)
La subregión Occidente, denominada también como provincia de Ocaña, es una de las 6 subregiones del departamento colombiano de Norte de Santander. Se ubica en el occidente del departamento y está integrada por los siguientes 10 municipios:
- Ábrego
- Cáchira
- Convención
- El Carmen
- La Esperanza
- Hacarí
- La Playa de Belén
- Ocaña
- San Calixto
- Teorama

Algunos municipios de ésta subregión forman parte, a su vez, de la más amplia región del Catatumbo.